# Airjaman
Airjaman, středopersky Ērmān, je perský bůh – jazata, přátelství, svateb a léčitelství.
Slovo airjaman vychází z praindoevropského *Ajro-men- vykládaného jako „árjovost“, stejně jako védské Arjaman a irské Éremón a možná starohornoněmecký Irmingot. Obecné avestánské slovo airjaman znamená příslušníky sociální jednotky stojící nad rodinou a klanem, člena kmene, kmenového svazu či „krajana“,, ale také je synonymem slova haši „přítel, společník“ a může souviset s utvářením přátelských svazků mezi rodinami skrze manželství.
Airjamanovi je v Avestě věnována Jasna 54 – Airjamana Išja, jedna ze čtyř nejvýznamnějších modliteb, původně snad směřovaná k personifikované moci kmene, v pozdějším vývoji zpět ke starému náboženství však opět vzývala Airjamana jako božstvo. Je v ní volán jako ochránce mužů a žen Zarathuštrových i Vohu Manaha „Dobrého smýšlení“. V mladší části Avesty, v třetím jaštu – hymnu, nazývaném Ardwahišt Jašt a věnováném Ašovi „Pravdě“ je Airjaman vzýván jako ten poráží Angra Mainjua, játu - čaroděje a pairiká – čarodějnice. Dále se k němu obrací se Jasna 27.5 a Vidévdát 20.11. Při Frašoketi – zarathuštrické apokalypse, Airjaman vede spasitele Saošjanta a pomáhá ohni tavit kov na očistnou lázeň. Díky svému spojení s očistným ohněm je spojován Ašou Vahištou, Ameša Spentou pravdy a ohně, s kterým byl vzýván každý třetí den v měsíci.
Airjaman se podle Jaana Puhvela skrývá též za jazatou abstraktním jazatou jménem Sraoša „poslušnost, kázeň, uplatnění zákona“, který v jaštu 10 stojí po Mithrově pravici. Vohu Manah vzývaný společně s Airjamanem je podle Puhvela náhradou Mithry v raném zarathuštrismu, což odpovídá Arjamanově funkci Mitrova pomocného božstva ve védském náboženství.
Manicheisté Airjamana pod jménem Yišō Aryāmān „Ježíš Airjaman“ ztototožnili s Ježíšem, snad na základě spojení obou s léčitelstvím a podobnosti Ježíšova jména s názvem zmíněné modlitby věnované Airjamamovi. Ve středoperském vlastním jménu Bay-Aryāmān se objevuje společně s Bagou, protějškem védského Bhagy. Část Airjamanových atributů se také přenesla na mytického krále Ferídúna, avestánského Thraétónu, jemuž byla přisuzována léčivá moc, protože tato postava neměla skutečný kult zachoval si Airjaman své místo v zarathuštristické liturgii a stále je vzýván při svatebních Pársů a jiných zarathuštristů.